# Samsung Galaxy Round
Samsung Galaxy Round là điện thoại thông minh đầu tiên với màn hình cong và sản xuất bởi Samsung vào 2013, được phát hành trên SK Telecom ở Hàn Quốc vào 10 tháng 10 năm 2013. Màn hình 5.7-inch, 1080p OLED, và màn hình cong. Mỏng 7.9mm và nặng 154g. Nó chạy Android 4.3 Jellybean và sử dụng vi xử lý lõi tứ 2.3 GHz Snapdragon 800, pin 2,800mAh, và bộ nhớ trong 32GB.

## Thông số kĩ thuật

### Phần cứng
Thiết kế của Galaxy Round nhắm vào dòng sản phẩm tầm cao, nhìn "cao cấp" hơn so với các thiết bị khác của Samsung. Mạc dù sử dụng chất liệu polycacbonat-thiết kế tương tự như các dòng thiết bị Samsung khác, Galaxy Round có viền giả kim loại và mặt sau làm bằng nhựa giả da khâu chỉ tương tự như Galaxy Note 3. Với độ mỏng 7,9 mm (0,31 in), nó có một đường cong tinh tế ở mặt sau và mỏng hơn, nhẹ hơn so với Galaxy Note 3.
Galaxy Round sử dụng chip 2.3 GHz lõi tứ Krait 400. Thiết bị bao gồm 3 GB RAM, màn hình 5.7-inch 1080p Super AMOLED, máy ảnh chính 13-megapixel có thể quay video 1080p với 60 fps và độ phân giải 4K với 30 fps (chỉ 5 phút), 32 GB bộ nhớ trong, và dung lượng pin 2800 mAh.

### Phần mềm
Galaxy Round chạy Android 4.3 "Jelly Bean" và sử dụng giao diện tuỳ biến TouchWiz và phần mềm của Samsung. 
Các tính năng được thêm vào phần mềm của Round như Quick Glance để hiển thi các thông tin thời gian, ngày, múc pin, và tin nhắn khi bạn giữ một trong hai cạnh viền của Round hướng về một phía. Ngoài ra còn có nghiêng để điều khiển âm nhạc; nếu màn hình đã tắt trong khi nhạc trong thư viện đang phát, kéo thả nhẹ chiếc điện thoại về phía bên phải để chuyển sang bài kế tiếp và sang trái để quay lại.